# Golden Tomato Awards
Mit den Golden Tomato Awards ehrt die amerikanische Kritikerwebsite Rotten Tomatoes seit 1999 die bestrezensierten Filme und Serien des Vorgängerjahres. Entnommen wird dies den Bewertungen, die bis zum letzten Tag des Jahres auf der Seite veröffentlicht wurden und durch das sogenannte „Tomatometer“ angezeigt werden.
Die Königskategorien sind „Best Wide Release“, „Best Limited Release“, „Best Movie United Kingdom“, „Best Movie Australia“, „Best New TV Show“ und „Best Returning TV Show“. Daneben werden goldene Tomaten in den jeweiligen Genres der Filme und Serien vergeben. Die Bewertung von Serien ist erst seit 2013 Teil der Golden Tomato Awards.
In der Kategorie „Best Limited Release“ können nur Filme teilnehmen, die in nicht mehr als 600 Kinos gezeigt wurden. Ähnliches gilt für die Kategorie „Best Foreign Language Movie“; hier dürfen nur Filme teilnehmen, die nicht in englischer Sprache gezeigt werden.

## Preisträger
Dadurch, dass viele Kategorien zur Zeit der ersten Verleihungen noch nicht bestanden, ergeben sich Lücken:
| Jahr | Best Wide Release                                        | Best Limited Release                    | Best Movie United Kingdom                           | Best Movie Australia                | Best New TV Show             | Best Returning TV Show       |
| ---- | -------------------------------------------------------- | --------------------------------------- | --------------------------------------------------- | ----------------------------------- | ---------------------------- | ---------------------------- |
| 1999 | Toy Story 2                                              |                                         |                                                     |                                     |                              |                              |
| 2000 | Chicken Run – Hennen rennen                              |                                         |                                                     |                                     |                              |                              |
| 2001 | Der Herr der Ringe: Die Gefährten                        |                                         |                                                     |                                     |                              |                              |
| 2002 | Der Herr der Ringe: Die Zwei Türme                       |                                         |                                                     |                                     |                              |                              |
| 2003 | Findet Nemo                                              |                                         |                                                     |                                     |                              |                              |
| 2004 | Die Unglaublichen – The Incredibles                      | Sideways                                |                                                     |                                     |                              |                              |
| 2005 | Wallace & Gromit – Auf der Jagd nach dem Riesenkaninchen | Good Night, and Good Luck               |                                                     |                                     |                              |                              |
| 2006 | James Bond 007: Casino Royale                            | Die Queen                               |                                                     |                                     |                              |                              |
| 2007 | Ratatouille                                              | Once                                    | Hot Fuzz – Zwei abgewichste Profis                  | 10 Kanus, 150 Speere und 3 Frauen   |                              |                              |
| 2008 | WALL·E – Der Letzte räumt die Erde auf                   | Man on Wire – Der Drahtseilakt          | Man on Wire – Der Drahtseilakt                      | The Black Balloon                   |                              |                              |
| 2009 | Oben                                                     | Tödliches Kommando – The Hurt Locker    | An Education                                        | Samson & Delilah                    |                              |                              |
| 2010 | Toy Story 3                                              | Last Train Home                         | Exit Through the Gift Shop                          | Königreich des Verbrechens          |                              |                              |
| 2011 | Harry Potter und die Heiligtümer des Todes – Teil 2      | The Artist                              | Harry Potter und die Heiligtümer des Todes – Teil 2 | Die Morde von Snowtown              |                              |                              |
| 2012 | Argo                                                     | This Is Not A Film (Dies ist kein Film) | James Bond 007: Skyfall                             | The Sapphires                       |                              |                              |
| 2013 | Gravity                                                  | Short Term 12                           | 56 Up                                               | The Rocket                          | The Returned: Staffel 1      | Breaking Bad: Staffel 5      |
| 2014 | Boyhood                                                  | Selma                                   | Mauern der Gewalt                                   | Der Babadook                        | Jane The Virgin: Staffel 1   | Hannibal: Staffel 2          |
| 2015 | Mad Max: Fury Road                                       | Raum                                    | Shaun das Schaf                                     | Mad Max: Fury Road                  | Better Call Saul: Staffel 1  | Fargo: Staffel 2             |
| 2016 | Zoomania                                                 | Wo die wilden Menschen jagen            | Eye In The Sky                                      | Hacksaw Ridge                       | Atlanta                      | Transparent: Staffel 3       |
| 2017 | Get Out                                                  | Call Me by Your Name                    |                                                     |                                     | Alias Grace                  | Master of None               |
| 2018 | Black Panther                                            | Roma                                    | Paddington 2                                        | Sweet Country                       | Homecoming                   | Atlanta                      |
| 2019 | Avengers: Endgame                                        | Parasite                                | They Shall Not Grow Old                             | The Nightingale – Schrei nach Rache | Watchmen                     | Fleabag                      |
| 2020 | Der Unsichtbare                                          | Porträt einer jungen Frau in Flammen    | His House                                           | Der Unsichtbare                     | I May Destroy You            | The Crown – Staffel 4        |
| 2021 | Spider-Man: No Way Home                                  | Pig                                     | –                                                   | –                                   | Only Murders in the Building | Ted Lasso – Staffel 2        |
| 2022 | Top Gun: Maverick                                        | Das Ereignis                            | –                                                   | –                                   | House of the Dragon          | Better Call Saul – Staffel 6 |
| 2023 | Oppenheimer                                              | BlackBerry                              | –                                                   | –                                   | The Last of Us               | Succession                   |
| 2024 | Dune: Part Two                                           | All We Imagine as Light                 | –                                                   | –                                   | Shōgun                       | Slow Horses                  |